# Aegilops geniculata
La cerere comune (Aegilops geniculata Roth, 1787) è una pianta angiosperma monocotiledone appartenente alla famiglia delle Poacee (o Gramineae, nom. cons.).

## Etimologia
In nome generico (Aegilops) deriva da una parola greca (aegiles) il cui significato è: "preferito dalle capre"; ed è stato dato a causa della sua presunta somiglianza con gli aegiles, una pianta la cui identità è incerta (era inoltre un'erba amata dalle capre). L'epiteto specifico (geniculata) indica una pianta con culmi piegati.
Il binomio scientifico di questa pianta è stato proposto per la prima volta dal botanico e medico tedesco Albrecht Wilhelm Roth (1757 - 1834) nella pubblicazione "Botanische Abhandlungen und Beobachtungen" (Bot. Abh. Beobacht.: 45 - 1787) del 1787.

## Descrizione

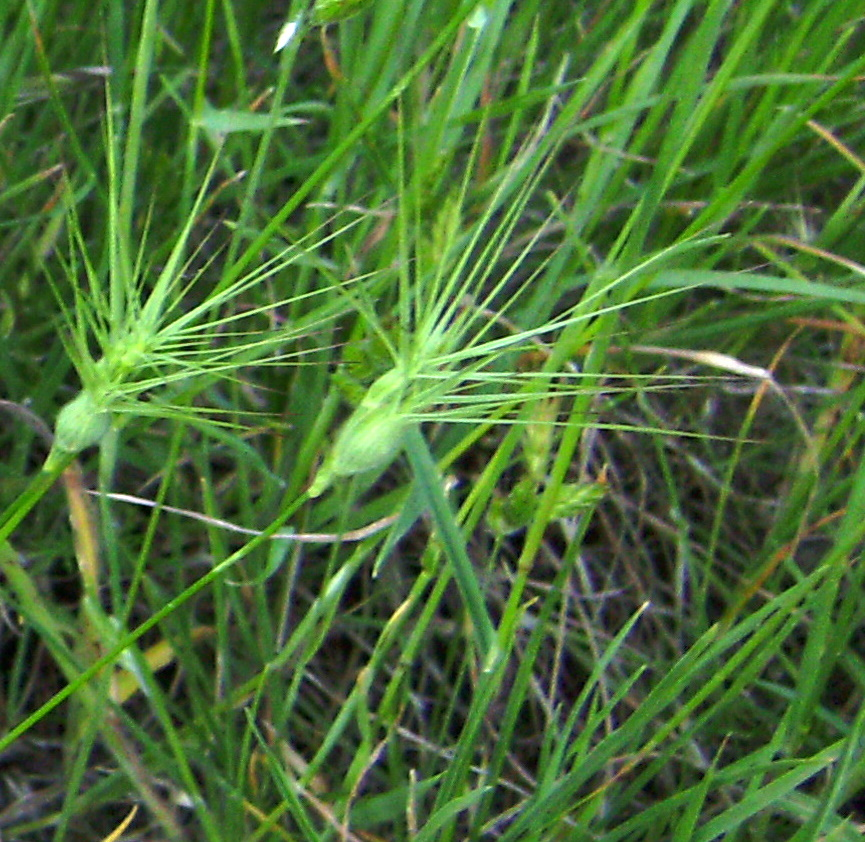
Il portamento

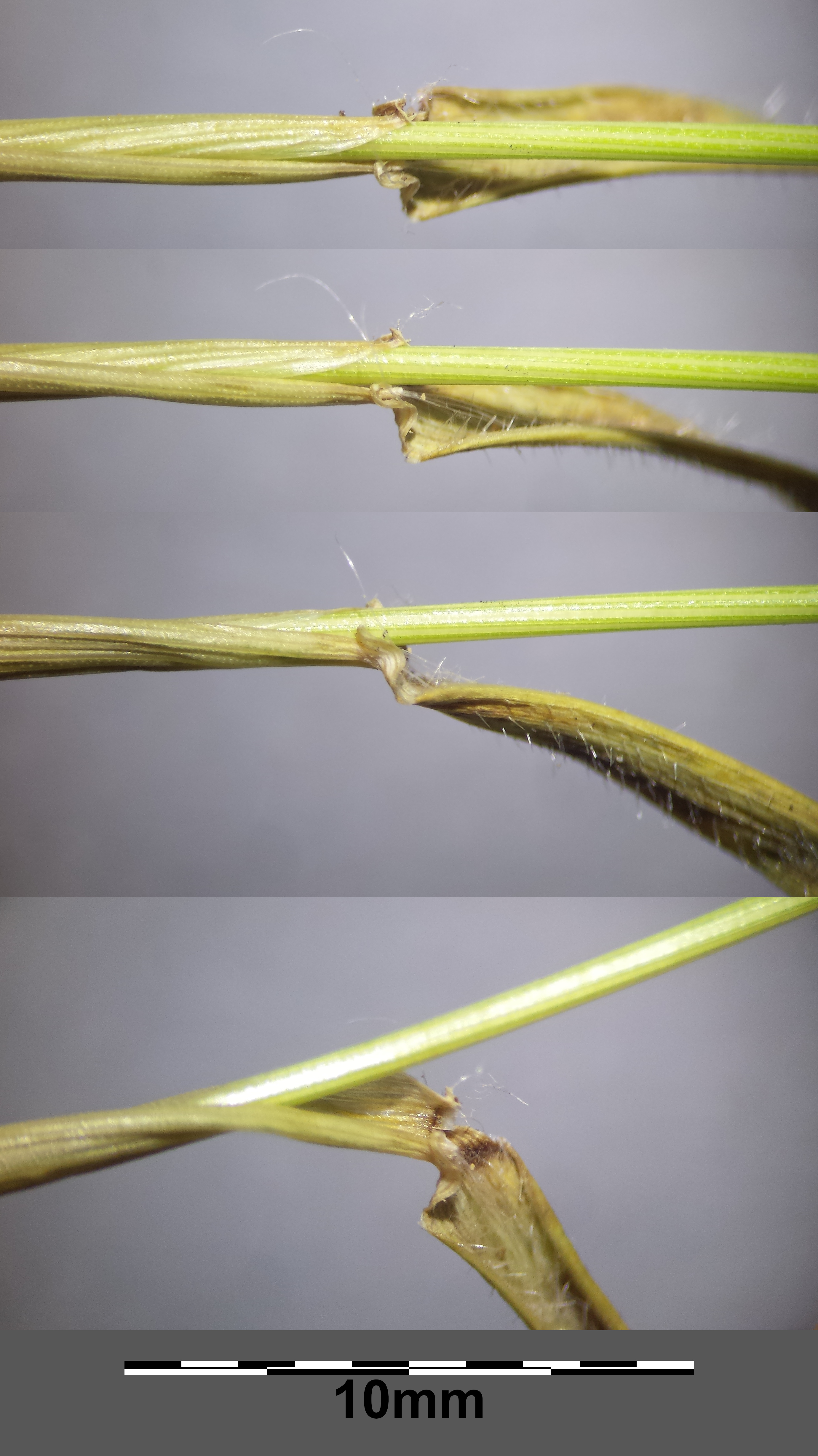
Le foglie

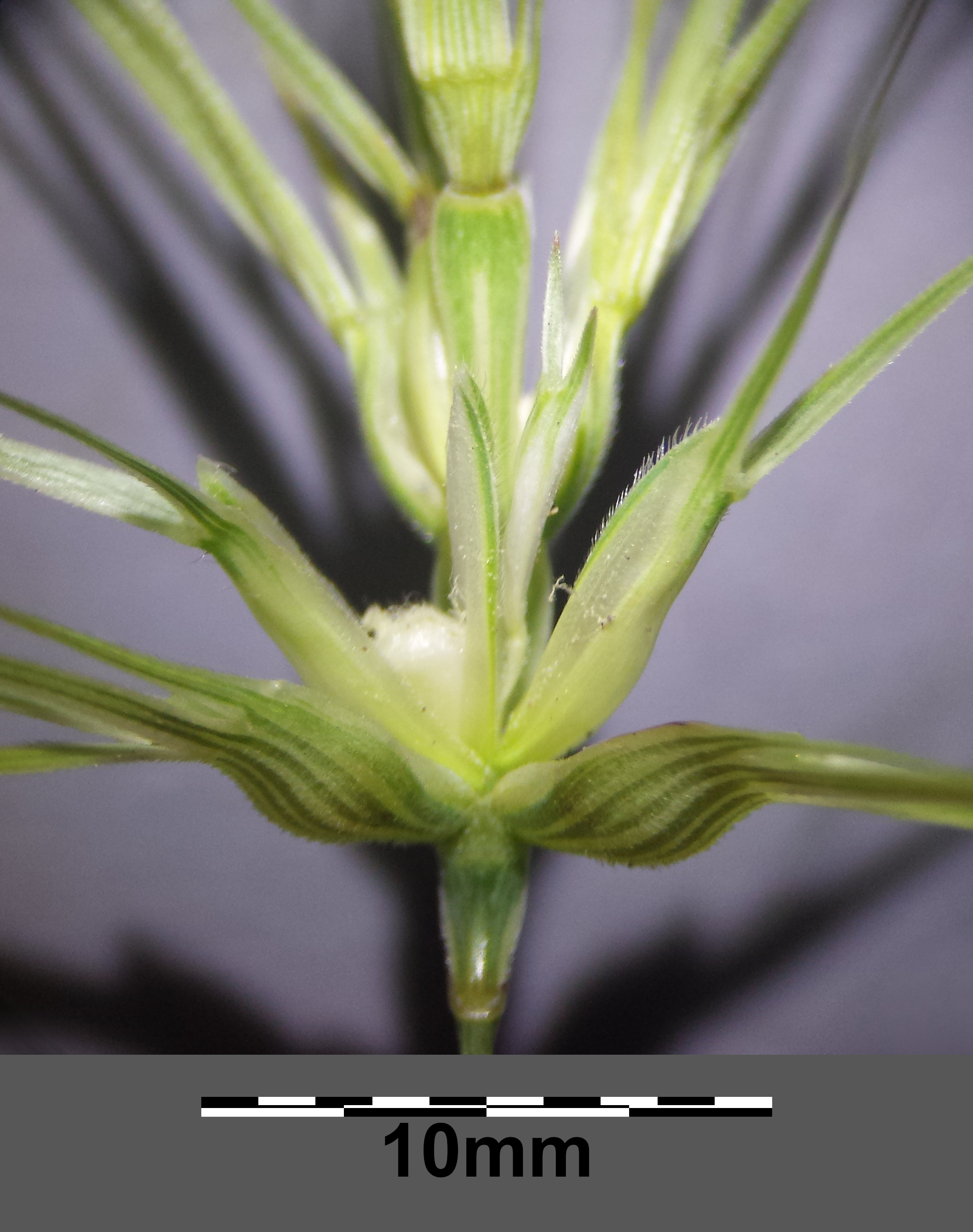
Infiorescenza

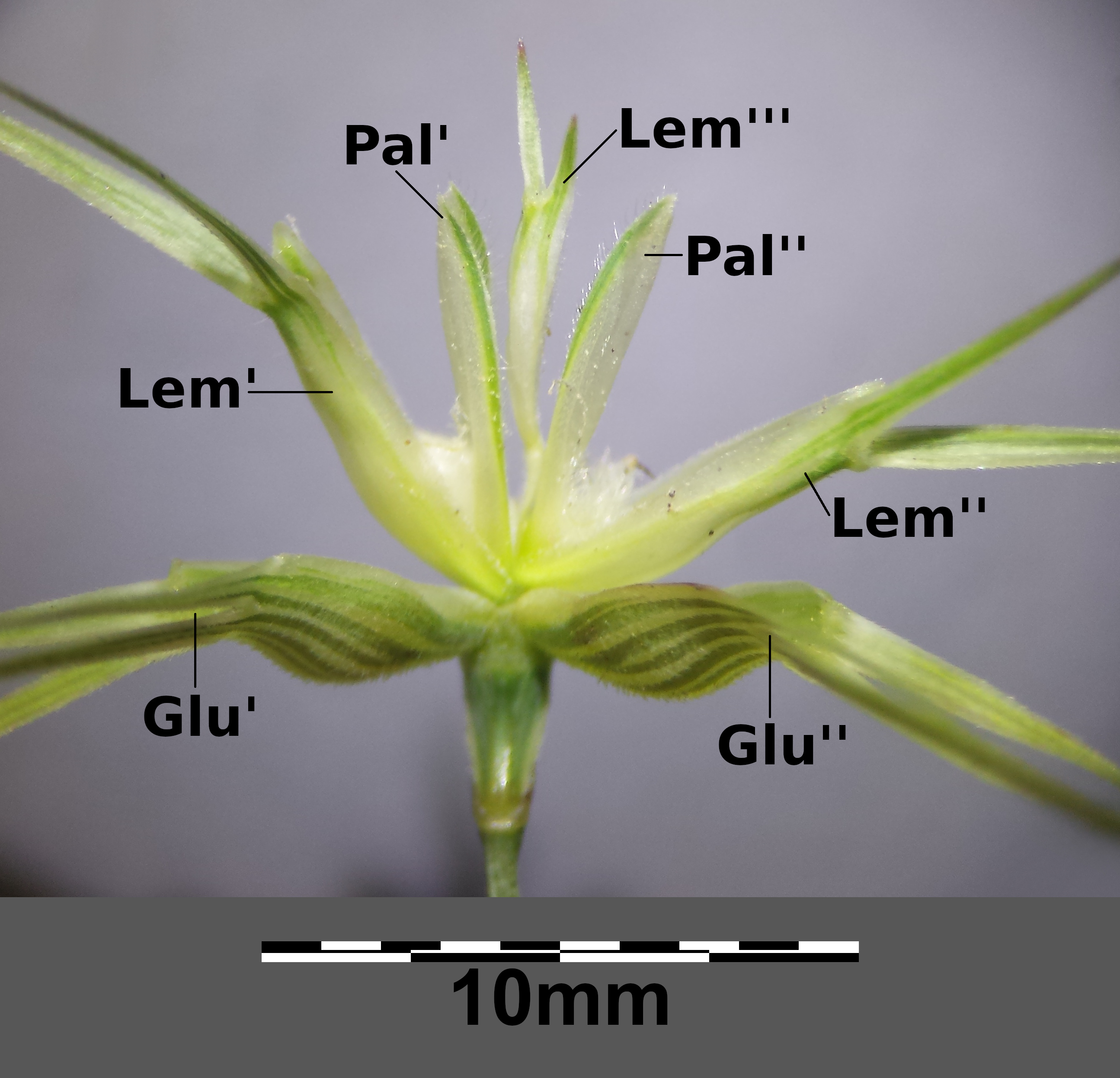
I fiori

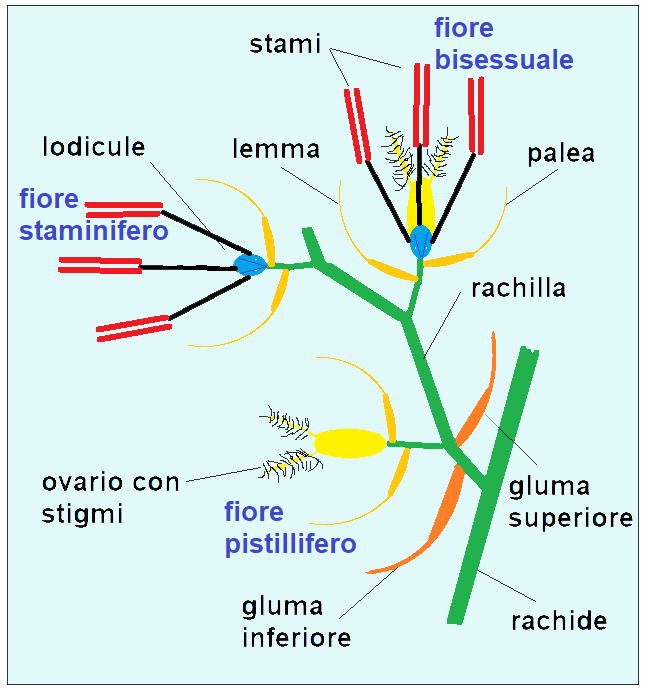
Spighetta generica con tre fiori diversi

Queste piante arrivano ad una altezza di 1 - 2 dm (massimo 30 cm). La forma biologica è terofita scaposa (T scap), ossia in generale sono piante erbacee che differiscono dalle altre forme biologiche poiché, essendo annuali, superano la stagione avversa sotto forma di seme e sono munite di asse fiorale eretto e spesso privo di foglie.

### Radici
Le radici sono più o meno fascicolate.

### Fusto
La parte aerea di queste piante è fascicolata. I culmi possono essere anche molto numerosi con portamento ginocchiato-ascendente o, altre volte, prostrato-diffuso. 

### Foglie
Le foglie lungo il culmo sono disposte in modo alterno, sono distiche e si originano dai vari nodi. Sono composte da una guaina, una ligula e una lamina. Le venature sono parallelinervie. Non sono presenti i pseudopiccioli e, nell'epidermide delle foglia, le papille. 
- Guaina: la guaina è abbracciante il fusto, rigonfia, cigliata e con padiglioni auricolari falcati.
- Ligula: la ligula membranosa, a volte cigliata, è tronca. Lunghezza: 0,5 mm.
- Lamina: la lamina ha delle forme generalmente lineari e piatte con aspetto glauco e superficie più o meno pubescente. Dimensione delle foglie: larghezza 1,5 – 3 mm; lunghezza 4 – 8 cm

### Infiorescenza
Infiorescenza principale (sinfiorescenza o semplicemente spiga): le infiorescenze di tipo racemoso, ascellari e terminali, in genere non sono ramificate e sono formate da 3 - 5 fragili spighette sessili fertili con la forma di una pannocchia più o meno ovoide o lanceolata. La fillotassi dell'inflorescenza inizialmente è a due livelli (o a due ranghi), anche se le successive ramificazioni la fanno apparire a spirale. Lunghezza dell'infiorescenza: 2 cm (escluse le reste). Le spighette basali sono sterili. Dimensione del racemo: larghezza 4 – 9 mm; lunghezza 1 – 2 cm.

### Spighetta
Infiorescenza secondaria (o spighetta): le spighette, a volte sessili, sottese da due brattee distiche e strettamente sovrapposte chiamate glume (inferiore e superiore), sono formate da 3 a 6 fiori. Possono essere presenti dei fiori sterili; in questo caso sono in posizione distale rispetto a quelli fertili. Alla base di ogni fiore sono presenti due brattee: la palea e il lemma. La disarticolazione avviene con la rottura della rachilla tra i fiori o sopra le glume persistenti. Lunghezza delle spighette: 2 – 11 mm.
- Glume: le glume, con forme ovali, oblunghe o ellittiche, non sono carenate, ma ventricose. Le glume della spighetta terminale sono provviste di una o più reste subpatenti e ruvide. Dimensione delle glume: larghezza 5 mm; lunghezza: 8 mm. Lunghezza delle reste: 2 – 3 cm.
- Palea: la palea è un profillo con alcune venature e margini cigliati; di solito è meno lunga del lemma.
- Lemma: il lemma (carenato o no) a volte è pubescente; l'apice può essere acuminato ed ha 1 - 3 reste (o nessuna); le venature sono da 7 a 11. Lunghezza del lemma: 8 mm. Lunghezza della resta: 5 cm.

### Fiore
I fiori fertili sono attinomorfi formati da 3 verticilli: perianzio ridotto, androceo  e gineceo.
- Formula fiorale:[6]

*, P 2, A (1-)3(-6), G (2–3) supero, cariosside.
- Il perianzio è ridotto e formato da due lodicule, delle squame traslucide, poco visibili (forse relitto di un verticillo di 3 sepali). Le lodicule sono membranose e non vascolarizzate; spesso sono cigliate ai margini.
- L'androceo è composto da 3 stami ognuno con un breve filamento libero, una antera sagittata e due teche. Le antere sono basifisse con deiscenza laterale. Il polline è monoporato.
- Il gineceo è composto da 3-(2) carpelli connati formanti un ovario supero. L'ovario, pubescente all'apice, ha un solo loculo con un solo ovulo subapicale (o quasi basale). L'ovulo è anfitropo e semianatropo e tenuinucellato o crassinucellato. Lo stilo, che si origina dal lato abassiale dell'ovario, è breve con due stigmi papillosi e distinti.
- Fioritura: da maggio a giugno.

### Frutti
I frutti sono del tipo cariosside, ossia sono dei piccoli chicchi indeiscenti, con forme da ovate a oblunghe, nei quali il pericarpo è formato da una sottile parete che circonda il singolo seme. In particolare il pericarpo è fuso al seme ed è aderente. L'endocarpo non è indurito e l'ilo è lungo e lineare. L'embrione è lungo 1/3 della lunghezza del frutto ed è provvisto di epiblasto; ha inoltre un solo cotiledone altamente modificato (scutello senza fessura) in posizione laterale. I margini embrionali della foglia non si sovrappongono.

## Biologia
Come gran parte delle Poaceae, le specie di questo genere si riproducono per impollinazione anemogama. Gli stigmi più o meno piumosi sono una caratteristica importante per catturare meglio il polline aereo.
La dispersione dei semi avviene inizialmente a opera del vento (dispersione anemocora) e una volta giunti a terra grazie all'azione di insetti come le formiche (mirmecoria). In particolare i frutti di queste erbe possono sopravvivere al passaggio attraverso le budella dei mammiferi e possono essere trovati a germogliare nello sterco.

## Distribuzione e habitat

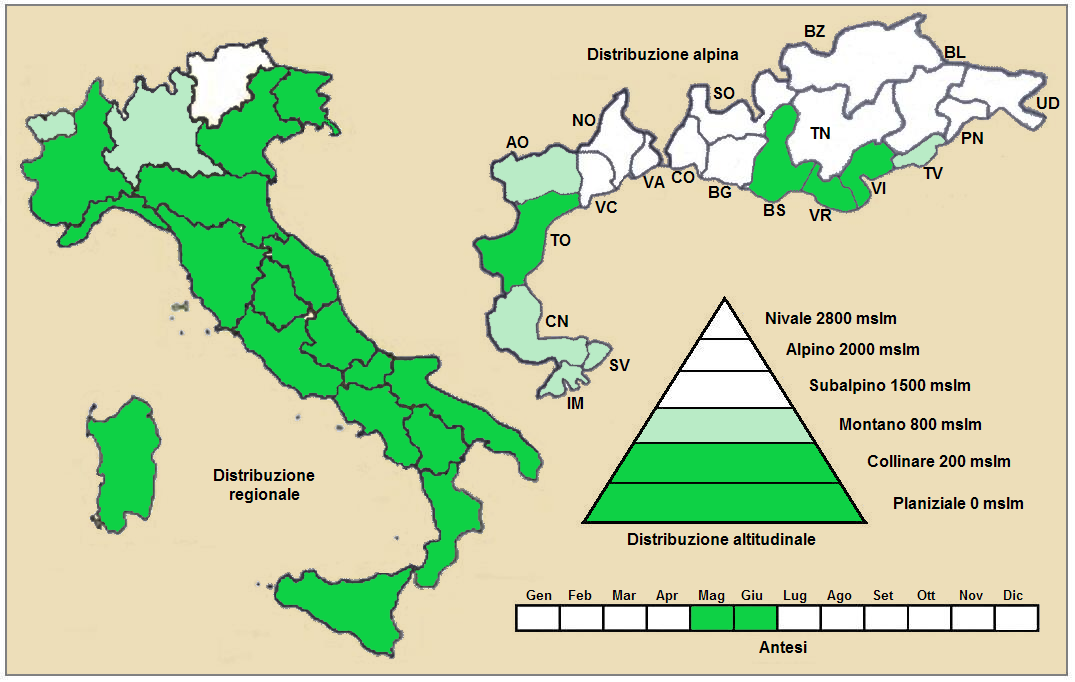
Distribuzione della pianta
(Distribuzione regionale – Distribuzione alpina)

- Geoelemento: il tipo corologico (area di origine) è Steno-Mediterraneo / Turanico.
- Distribuzione: in Italia è rara al Nord e comune nel resto. Nelle Alpi è presente solamente in alcune regioni. Fuori dall'Italia, sempre nelle Alpi, questa specie si trova in Francia (dipartimenti di Alpes-de-Haute-Provence, Hautes-Alpes, Alpes-Maritimes, Drôme, Isère e Savoia). Sugli altri rilievi europei collegati alle Alpi si trova nel Massiccio Centrale e Pirenei.[15] Nel resto dell'Europa e dell'areale del Mediterraneo questa specie si trova nell'Europa mediterranea, Anatolia, Asia mediterranea e Africa mediterranea.[16] Fuori dall'Europa questa specie si trova soprattutto nell'Asia temperata (Caucaso e Asia occidentale).[11]
- Habitat: gli habitat tipici per questa pianta sono gli incolti, i ruderi, i pascoli aridi e le radure. Il substrato preferito è calcareo ma anche siliceo con pH neutro, medi valori nutrizionali del terreno che deve essere arido.[15]
- Distribuzione altitudinale: sui rilievi queste piante si possono trovare fino a 900 m s.l.m.; frequentano quindi i seguenti piani vegetazionali: collinare e in parte quello montano (oltre a quello planiziale – a livello del mare).

### Fitosociologia

#### Areale alpino
Dal punto di vista fitosociologico alpino Aegilops geniculata appartiene alla seguente comunità vegetale:
- Formazione: delle comunità terofiche pioniere nitrofile
  - Classe: Stellarietea mediae

#### Areale italiano
Per l'areale completo italiano Aegilops geniculata appartiene alla seguente comunità vegetale:
- Macrotipologia: vegetazione erbacea sinantropica, ruderale e megaforbieti
  - Subclasse: Chenopodio-Stellarienea Rivas Goday, 1956
    - Ordine: Thero-Brometalia (Rivas Goday & Rivas-Martínez ex Esteve 1973) O. Bolòs, 1975
      - Alleanza: Taeniathero-Aegilopion geniculatae Rivas-Martínez & Izco, 1977

Descrizione. L'alleanza Taeniathero-Aegilopion geniculatae è relativa alle comunità nitrofile a ciclo biologico annuale con substrato sia acido che basico. Queste comunità si sviluppano soprattutto nei campi abbandonati e lungo i sentieri e sono principalmente legate a climi mediterranei caratterizzati da estati secche con caratteristiche vicine alla continentalità. La comunità è costituita da specie generalmente di piccola taglia e dominate da graminacee. In Italia questa cenosi è stata rinvenuta prevalentemente al Centro: nel territorio del Parco Naturale della Maremma, nei dintorni delle sorgenti del Fiume Pescara, in Umbria e nel Lazio. Altrove (nel resto dell'Europa) le specie di questo gruppo sono presenti nella Penisola iberica e nella Francia mediterranea.
Specie presenti nell'associazione: Aegilops neglecta, Dasypyrum villosum, Avena barbata, Vulpia ciliata, Trifolium scabrum, Sherardia arvensis, Trifolium stellatum, Medicago orbicularis, Reichardia picroides, Erysimum pseudorhaeticum, Aegilops triuncialis, Aegilops ventricosa, Astragalus scorpioides, Scandix australis, Taeniantherum caput-medusae.
Altre alleanze per questa specie sono:
- Hypochoeridion achyrophori

## Tassonomia
La famiglia delle Poacee comprende circa 800 generi e oltre 9.000 specie. È una delle famiglie più numerose e più importanti del gruppo delle monocotiledoni. La famiglia è suddivisa in 12 sottofamiglie, il genere Aegilops fa parte della sottofamiglia Pooideae.

### Filogenesi
Il genere Aegilops fa parte della tribù Hordeeae (supertribù Triticodae T.D. Macfarl. & L. Watson, 1982). La supertribù Triticodae comprende tre tribù: Littledaleeae, Bromeae e Hordeeae. All'interno della supertribù, la tribù Hordeeae forma un "gruppo fratello" con la tribù Bromeae.
Il genere Aegilops si presenta con una "evoluzione reticolata" per fenomeni di ibridazione, o per il trasferimento orizzontale di geni ma anche per l’endosimbiosi.
Il numero cromosomico per A. geniculataa è: 2n = 28.

### Variabilità
Pignatti nella "Flora d'Italia" indica come sottospecie l'entità Aegilops geniculata subsp. biuncialis (Vis.) Asch. et Gr. attualmente considerata una specie autonoma con il nome di Aegilops biuncialis Vis..

### Sinonimi
Questa entità ha avuto nel tempo diverse nomenclature. L'elenco seguente indica alcuni tra i sinonimi più frequenti:
- Aegilops altera Lam. ex Roth
- Aegilops brachyathera Pomel
- Aegilops divaricata Jord. & Fourr.
- Aegilops echinus Godr.
- Aegilops erigens Jord. & Fourr.
- Aegilops erratica Jord. & Fourr.
- Aegilops fonsii Sennen
- Aegilops geniculata var. africana (Eig) H.Scholz
- Aegilops geniculata var. brachyathera (Pomel) K.Hammer
- Aegilops geniculata var. echinus (Godr.) K.Hammer
- Aegilops geniculata var. eventricosa (Eig) K.Hammer
- Aegilops geniculata subsp. gibberosa (Zhuk.) K.Hammer
- Aegilops geniculata subsp. globulosa (Zhuk.) Á.Löve
- Aegilops geniculata var. hirsuta (Eig) Tzvelev
- Aegilops geniculata var. lanuginosa (Zhuk.) K.Hammer
- Aegilops geniculata var. puberula (Zhuk.) K.Hammer
- Aegilops microstachys Jord. & Fourr.
- Aegilops ovata var. africana Eig
- Aegilops ovata subsp. atlantica Eig
- Aegilops ovata subsp. brachyathera (Pomel.) Chennav.
- Aegilops ovata var. brachyathera (Pomel.) Eig
- Aegilops ovata var. echinus (Godr.) Eig
- Aegilops ovata var. erigens (Jord. & Fourr.) Rouy
- Aegilops ovata var. erratica (Jord. & Fourr.) Rouy
- Aegilops ovata var. eventricosa Eig
- Aegilops ovata subsp. gibberosa Zhuk.
- Aegilops ovata subsp. globulosa Zhuk.
- Aegilops ovata var. hirsuta Eig
- Aegilops ovata var. lanuginosa Zhuk.
- Aegilops ovata var. microstachys (Jord. & Fourr.) Rouy
- Aegilops ovata subsp. planiuscula Zhuk.
- Aegilops ovata var. procera (Jord. & Fourr.) Rouy
- Aegilops ovata var. puberula Zhuk.
- Aegilops ovata var. pubiglumis (Jord. & Fourr.) Rouy
- Aegilops ovata subsp. umbonata Zhuk.
- Aegilops ovata var. vagans (Jord. & Fourr.) Rouy
- Aegilops ovata var. vernicosa Zhuk.
- Aegilops parvula Jord. & Fourr.
- Aegilops procera Jord. & Fourr.
- Aegilops pubiglumis Jord. & Fourr.
- Aegilops sicula Jord. & Fourr.
- Aegilops vagans Jord. & Fourr.
- Phleum aegilops Scop.
- Triticum ovatum var. brachyatherum (Pomel.) T.Durand & Schinz
- Triticum ovatum var. echinum (Godr.) Thell.
- Triticum vagans (Jord. & Fourr.) Greuter